# Vatican Observatory Research Group

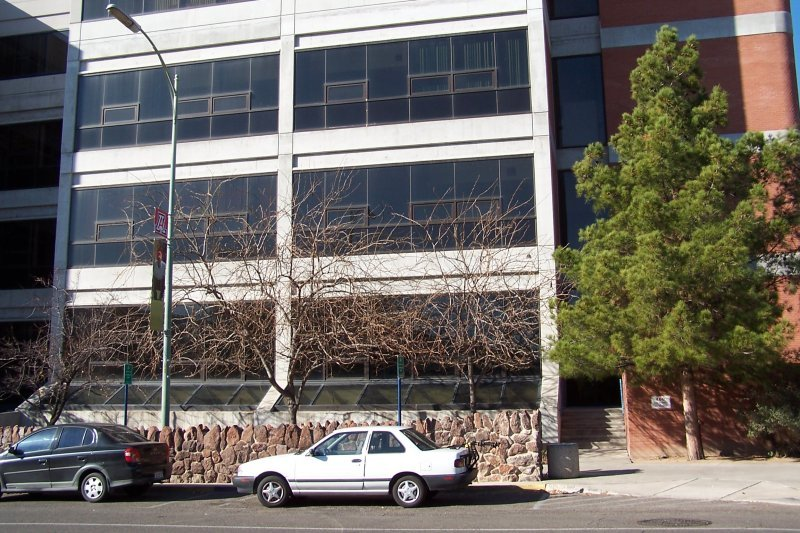
Sede del VORG all'osservatorio Steward di Tucson, Arizona

Il Vatican Observatory Research Group (VORG, in italiano Gruppo di ricerca della Specola Vaticana) è una istituzione scientifica, situata presso l'osservatorio Steward dell'Università dell'Arizona, collegata alla Specola Vaticana.
Il gruppo fu creato nel 1980, su iniziativa del gesuita George Coyne, all'epoca direttore della Specola Vaticana.
Lo strumento è dedito a osservazioni astronomiche. Dispone del Vatican Advanced Technology Telescope (VATT) un moderno telescopio di nuova generazione. Oltre alle osservazioni, il gruppo conduce anche ricerche teoriche e interdisciplinari e dispone di una ricca collezione di meteoriti.

## Compagine
Ecco alcune persone del VORG:
- José Gabriel Funes SJ, direttore della Specola Vaticana e del VORG. Conduce ricerche sulle galassie.
- Guy Consolmagno SJ, portavoce dell'Osservatorio, conduce ricerche su meteoriti.
- Christopher J. Corbally SJ, vicedirettore del VORG e presidente del National Committee to International Astronomical Union: è uno specialista di spettroscopia astronomica.
- Richard P. Boyle SJ: si occupa di fotometria.
- William R. Stoeger SJ: cosmologo, è coordinatore dei programmi interdisciplinari Scienza-Teologia.
- Michał Heller: cosmologo e filosofo, è Adjunct Scholar della Specola Vaticana.